# فصام فندي
الفصام الفندي أو الفصام غير المنظم (بالإنجليزية: Disorganized schizophrenia)‏ نوع فرعي من انفصام الشخصية، على الرغم من أنه لم يتم التعرف عليه في أخر إصدار من الدليل التشخيصي والإحصائي للاضطرابات النفسية، بل أعترف به فقط في المراجعة العاشرة للتصنيف الدولي للأمراض والمشاكل الصحية ذات الصلة.
الفصام غير المنظم، يعتقد أنه تعبير متطرف من متلازمة غير منظمة، وقد افترض بأنه واحد من ثلاثة عوامل لأعراض مرض الفصام، وهناك عوامل أخرى حيث فيها تشويه للحقيقة (التي تشمل الفصام غير منظم والأوهام والهلوسة)، والفقر النفسي الحركي (عدم الكلام، وعدم وجود حركة عفوية..).

## التشخيص
تُعرف هذه الحالة أيضًا باسم جنون الصبا أو «هيبرفينا»، سميت على اسم المصطلح اليوناني «المراهقة» (باليونانية: hḗbē) وكان يطلق هذا الاسم في القديم في الحضارة اليونانية على إلهة الشباب. ويشير مصطلح «هيبرفينا» إلى الظهور البارز للاضطراب في الأشخاص حول سن البلوغ.
من الخصائص البارزة للفصام الفندي، السلوك والكلام غير المنظم أو ما يسمى باضطراب الفكر، إضافة إلى أنه قد ينتج عن هذه الخصائص فصام النطق، وعدم اتزان في الوجدان. ومع ذلك، فإن الأطباء النفسيون يحاولون قدر الإمكان أن يستبعدوا فكرة أن هذه الخصائص متعلقة بشذوذ الحركة الفصامي.
أبرز أعراض الفصام الفندي ليست الوهام أو الهلوسة كما هو الحال في الفصام البارانويدي، وعلى الرغم من ظهور بعض التوهمات المرضية إلا أنها بسطية ولا يمكن تصنيفها مع الأعراض البارزة. فإن الشخص المصاب بالفصام الفندي قد يعاني أيضا من اضطرابات حادة في السلوك، والتي قد تضعف قدرته على القيام بالأنشطة اليومية مثل الاستحمام وتناول الطعام.
وكثيرا ما تبدو على الأشخاص المصابين بالفصام الفندي استجابات عاطفية غريبة أو غير ملائمة، وقد تشيع غرابة الاستجابات المتعلقة بالتعابير الوجهية، وكذلك الاستجابات السلوكية بحيث توصف أحيانا على أنها «سخيفة»، مثل الضحك الكثير وغير الملائم. أحيانا يكون هناك نقص عاطفي كامل، حيث يتضمن هذا انعداما في التلذذ وكذلك انعدام في الإرادة. بعض هذه الخصائص موجودة في أنواع الفصام الأخرى، لكنها أكثر بروزا في الفصام الفندي.

## العلاج
قد يقترح التخليج الكهربائي كعلاج للفصام الفندي، إضافة إلى وجود وصفات طبية أخرى من صنف مضادات غير نمطية للذهان (ومن أهمهاالأميسولبريد (بالإنجليزية: Amisulpride)‏). وفي عام 1990، صدرت تقارير طبية تصف التآثيرات الإيجابية للأدوية الآتية: الليفودوبا، الأمفيتامين، الأمنتادين والبروموكريبتين على الأعراض السلبية المزمنة والتي يندرج الفصام الفندي ضمنها.